# Horovce (Michalovce)
Horovce (bis 1927 slowakisch „Tchorovce“; ungarisch Hór) ist eine Gemeinde im Osten der Slowakei mit 879 Einwohnern (Stand 31. Dezember 2024), die zum Okres Michalovce, einem Teil des Košický kraj, gehört und in der traditionellen Landschaft Zemplín liegt.

## Geographie
Die Gemeinde befindet sich im Ostslowakischen Tiefland, in der Untereinheit Ostslowakische Ebene, auf einem Aggradationsdeich am rechten Ufer der Ondava. Das Ortszentrum liegt auf einer Höhe von 112 m n.m. und ist neun Kilometer von Sečovce sowie 15 Kilometer von Michalovce entfernt.
Nachbargemeinden sind Tušická Nová Ves im Nordwesten und Norden, Moravany im Nordosten, Trhovište im Osten, Bánovce nad Ondavou im Südosten, Trebišov im Süden und Vojčice im Südwesten und Westen.

## Geschichte
Horovce wurde zum ersten Mal 1347 als Hoor schriftlich erwähnt, weitere historische Bezeichnungen sind unter anderen Horh (1393), Hor (1451), Turowcze (1773), Horowce (1786) und Horowce beziehungsweise Turowce (1808). Das Dorf war Teil der Herrschaft von Humenné, im 18. Jahrhundert wurde es Besitz der Familie Szirmay, gefolgt vom Geschlecht Andrássy im 19. Jahrhundert.
1715 gab es 44 verlassene und sieben bewohnte Haushalte. 1787 hatte die Ortschaft 70 Häuser und 449 Einwohner, 1828 zählte man 83 Häuser und 613 Einwohner, die als Fuhrleute und Landwirte tätig waren.
Bis 1918/1919 gehörte der im Komitat Semplin liegende Ort zum Königreich Ungarn und kam danach zur Tschechoslowakei beziehungsweise heute Slowakei. Auch in der Zeit der ersten tschechoslowakischen Republik verblieb die Bevölkerung bei traditionellen Einnahmequellen. Nach dem Zweiten Weltkrieg wurde die örtliche Einheitliche landwirtschaftliche Genossenschaft (Abk. JRD) im Jahr 1949 gegründet, ein Teil pendelte zur Arbeit in Bau- und Industriebetriebe in Košice und Michalovce.

## Bevölkerung
| Jahr                | 1994 | 2004   | 2014    | 2024    |
| ------------------- | ---- | ------ | ------- | ------- |
| Anzahl der Personen | 875  | 896    | 859     | 879     |
| Unterschied         |      | +2,4 % | −4,12 % | +2,32 % |

| Jahr                | 2023 | 2024    |
| ------------------- | ---- | ------- |
| Anzahl der Personen | 869  | 879     |
| Unterschied         |      | +1,15 % |

Nach der Volkszählung 2011 wohnten in Horovce 830 Einwohner, davon 742 Slowaken, 63 Roma, zwei Tschechen sowie jeweils ein Mährer und Ukrainer. 21 Einwohner machten keine Angabe zur Ethnie.
572 Einwohner bekannten sich zur römisch-katholischen Kirche, 99 Einwohner zur reformierten Kirche, 60 Einwohner zur griechisch-katholischen Kirche, 19 Einwohner zur Evangelischen Kirche A. B., 11 Einwohner zu den Zeugen Jehovas, vier Einwohner zur orthodoxen Kirche, jeweils zwei Einwohner zu den Siebenten-Tags-Adventisten und zur evangelisch-methodistischen Kirche und ein Einwohner zur altkatholischen Kirche. Drei Einwohner waren konfessionslos und bei 55 Einwohnern wurde die Konfession nicht ermittelt.

## Bauwerke und Denkmäler
- moderne römisch-katholische Maria-Königin-Kirche
- reformierte (calvinistische) Kirche

## Wirtschaft und Verkehr
Durch Horovce führt die Cesta I. triedy 19 („Straße 1. Ordnung“, E 50, E 58) von Košice zur ukrainischen Grenze bei Vyšné Nemecké, im Ort zweigt die Cesta III. triedy 3737 („Straße 3. Ordnung“) nach Tušická Nová Ves, Tušice und Dvorianky ab. Der nächste Bahnanschluss ist in Bánovce nad Ondavou an der Bahnstrecke Michaľany–Łupków.